# Richard Portnow
Richard Portnow (Brooklyn, 26 gennaio 1947) è un attore statunitense.

## Biografia
Nato a New York, Portnow cominciò a recitare negli anni ottanta. Durante la sua carriera ha lavorato sia in teatro, sia in televisione, sia al cinema. 

## Filmografia

### Cinema
- Roadie - La via del rock (Roadie), regia di Alan Rudolph (1980)
- Cercasi Susan disperatamente (Desperately Seeking Susan), regia di Susan Seidelman (1985)
- Radio Days, regia di Woody Allen (1987)
- Tin Men - 2 imbroglioni con signora (Tin Men), regia di Barry Levinson (1987)
- La scatola misteriosa (The Squeeze), regia di Roger Young (1987)
- Il seme della gramigna (Weeds), regia di John D. Hancock (1987)
- Hiding Out, regia di Bob Giraldi (1987)
- Good Morning, Vietnam, regia di Barry Levinson (1987)
- In Dangerous Company, regia di Ruben Preuss (1988)
- I gemelli (Twins), regia di Ivan Reitman (1988)
- Meet the Hollowheads, regia di Thomas R. Burman (1989)
- Non per soldi... ma per amore (Say Anything...), regia di Cameron Crowe (1989)
- Doppio inferno (Chattahoochee), regia di Mick Jackson (1989)
- Zia Giulia e la telenovela (Tune in Tomorrow...), regia di Jon Amiel (1990)
- Havana, regia di Sydney Pollack (1990)
- Un poliziotto alle elementari (Kindergarten Cop), regia di Ivan Reitman (1990)
- Barton Fink - È successo a Hollywood (Barton Fink), regia di Joel Coen e Ethan Coen (1991)
- Giorni di gloria... giorni d'amore (For the Boys), regia di Mark Rydell (1991)
- Il padre della sposa (Father of the Bride), regia di Charles Shyer (1991)
- Beethoven, regia di Brian Levant (1992)
- Sister Act - Una svitata in abito da suora (Sister Act), regia di Emile Ardolino (1992)
- Caccia al tesoro (There Goes the Neighborhood), regia di Bill Phillips (1992)
- 4 fantasmi per un sogno (Heart and Souls), regia di Ron Underwood (1993)
- Lipstick Camera, regia di Mike Bonifer (1994)
- Il verdetto della paura (Trial by Jury), regia di Heywood Gould (1994)
- S.F.W. - So Fucking What, regia di Jefery Levy (1994)
- L'uomo di casa (Man of the House), regia di James Orr (1995)
- Seven, regia di David Fincher (1995)
- Guy - Gli occhi addosso, regia di Michael Lindsay-Hogg (1996)
- Bogus - L'amico immaginario (Bogus), regia di Norman Jewison (1996)
- Private Parts, regia di Betty Thomas (1997)
- Brittle Glory, regia di Stewart Schill (1997)
- Mad City - Assalto alla notizia (Mad City), regia di Costa-Gavras (1997)
- Naked in the Cold Sun, regia di Helene Udy (1997)
- Milo, regia di Pascal Franchot (1998)
- L'ombra del dubbio (Shadow of Doubt), regia di Randal Kleiser (1998)
- Paura e delirio a Las Vegas (Fear and Loathing in Las Vegas), regia di Terry Gilliam (1998)
- Fallen Arches, regia di Ron Cosentino (1998)
- Los Angeles - Cannes solo andata (Ballad of the Nightingale), regia di Guy Greville-Morris (1999)
- Ghost Dog - Il codice del samurai (Ghost Dog: The Way of the Samurai), regia di Jim Jarmusch (1999)
- Tuono nel deserto (Desert Thunder), regia di Jim Wynorski (1999)
- The Unscarred, regia di Buddy Giovinazzo (2000)
- Prova a incastrarmi - Find Me Guilty (Find Me Guilty), regia di Sidney Lumet (2006)
- Perfect Stranger, regia di James Foley (2007)
- The Spirit, regia di Frank Miller (2008)
- Giustizia privata (Law Abiding Citizen), regia di F. Gary Gray (2009)
- Life Is Hot in Cracktown, regia di Buddy Giovinazzo (2009)
- Hitchcock, regia di Sacha Gervasi (2012)
- A Night of Nightmares, regia di Buddy Giovinazzo (2012)
- Oldboy, regia di Spike Lee (2013)
- L'ultima parola - La vera storia di Dalton Trumbo (Trumbo), regia di Jay Roach (2015)
- Café Society, regia di Woody Allen (2016)

### Televisione
- Un giustiziere a New York (The Equalizer) - serie TV, 3 episodi (1985-1986)
- Madre coraggio - film TV (1986)
- Un salto nel buio (Tales from the Darkside) - serie TV, episodio 3x17 (1987)
- American Playhouse - serie TV, 1 episodio (1987)
- Perry Mason: La signora di mezzanotte (Perry Mason: The Case of the Murdered Madam) - film TV (1987)
- Beverly Hills Buntz - serie TV, 1 episodio (1987)
- Hooperman - serie TV, 2 episodi (1987)
- La bella e la bestia (Beauty and the Beast) - serie TV, 1 episodio (1987)
- Oltre la legge - L'informatore (Wiseguy) - serie TV, 1 episodio (1988)
- Caro John (Dear John) - serie TV, 1 episodio (1988)
- Fuga dallo spazio (Something Is Out There) - serie TV, 1 episodio (1988)
- Le inchieste di Padre Dowling (Father Dowling Mysteries) - serie TV, 1 episodio (1990)
- Perry Mason: Omicidio sull'asfalto (Perry Mason: The Case of the Maligned Mobster) - film TV (1991)
- The New WKRP in Cincinnati - serie TV, 1 episodio (1991)
- I dinosauri (Dinosaurs) - serie TV, 2 episodi (1991-1992) - voce
- Home Free - serie TV, 13 episodi (1993)
- Seinfeld - serie TV, 1 episodio (1993)
- Il commissario Scali (The Commish) - serie TV, 1 episodio (1994)
- La tata (The Nanny) - serie TV, 1 episodio (1994)
- La signora in giallo (Murder, She Wrote) - serie TV, episodi 8x08-11x15 (1991-1995)
- 87º distretto - L'impronta dell'assassino, regia di Bruce Paltrow - film TV (1995)
- Lois & Clark - Le nuove avventure di Superman (Lois & Clark: The New Adventures of Superman) - serie TV, 1 episodio (1995)
- L'asilo maledetto - film TV (1995)
- Fallen Angels - serie TV, 1 episodio (1995)
- Dream On - serie TV, 1 episodio (1996)
- Walker Texas Ranger - serie TV, 1 episodio (1997)
- Innamorati pazzi (Mad About You) - serie TV, 2 episodi (1996-1997)
- EZ Streets - serie TV, 10 episodi (1996-1997)
- JAG - Avvocati in divisa (JAG) - serie TV, 1 episodio (1997)
- Spin City - serie TV, 1 episodio (1998)
- Crescere, che fatica! (Boy Meets World) - serie TV, 1 episodio (1999)
- Road to Justice - Il giustiziere (18 Wheels of Justice) - serie TV, 1 episodio (2000)
- Giudice Amy (Judging Amy) - serie TV, 1 episodio (2000)
- The Shield - serie TV, 1 episodio (2002)
- I Soprano (The Sopranos) - serie TV, 13 episodi (1999-2004)
- NYPD - New York Police Department (NYPD Blue) - serie TV, 2 episodi (1995-2005)
- Las Vegas - serie TV, 1 episodio (2005)
- Boston Legal - serie TV, 4 episodi (2004-2006)
- Hannah Montana - serie TV, 1 episodio (2006)
- Dirt - serie TV, 1 episodio (2007)
- Cold Case - Delitti irrisolti (Cold Case) - serie TV, 1 episodio (2008)
- Nip/Tuck - serie TV, 2 episodi (2004-2009)
- How to Make It in America - serie TV, 1 episodio (2010)
- Outlaw - serie TV, 3 episodi (2010)
- The Mentalist - serie TV, 1 episodio (2011)
- CSI: NY - serie TV, 1 episodio (2012)
- Hawaii Five-0 - serie TV, 1 episodio (2012)
- Il doppio volto della follia (Imaginary Friend), regia di Richard Gabai – film TV (2012)
- Franklin & Bash - serie TV, 1 episodio (2012)
- Castle - serie TV, episodio 6x20 (2014)
- Parks and Recreation - serie TV, 3 episodi (2014)
- Elementary - serie TV, episodio 4x17 (2016)
- Major Crimes – serie TV, un episodio (2017)
- Grey's Anatomy - serie TV, episodio 16x12 (2020)
- Shameless – serie TV, un episodio (2021)

## Doppiatori italiani
Nelle versioni in italiano delle opere in cui ha recitato, Richard Portnow è stato doppiato da:
- Manlio De Angelis ne La scatola misteriosa, I gemelli, Private Parts, Oldboy
- Michele Gammino in Seven, Boston Legal, The Spirit, Elementary
- Ambrogio Colombo in Prova a incastrarmi - Find Me Guilty, Bella dolce Baby Sitter, Castle
- Sandro Sardone in Peter Gunn, Un poliziotto alle elementari
- Luca Biagini in Hitchcock, L'ultima parola - La vera storia di Dalton Trumbo
- Elio Zamuto in Cercasi Susan disperatamente
- Giampiero Albertini in Radio Days
- Massimo Rinaldi in Tin Men - 2 imbroglioni con signora
- Paolo Buglioni in Good Morning, Vietnam
- Angelo Maggi in Non per soldi... ma per amore
- Alvise Battain in Zia Giulia e la telenovela
- Saverio Moriones in La signora in giallo (ep. 8x08)
- Saverio Indrio in La signora in giallo (ep. 11x15)
- Carlo Sabatini in Barton Fink - È successo a Hollywood
- Raffaele Uzzi in Sister Act - Una svitata in abito da suora
- Fabrizio Pucci in Caccia al tesoro
- Eugenio Marinelli in EZ Streets
- Pieraldo Ferrante in Paura e delirio a Las Vegas
- Giorgio Favretto in Ghost Dog - Il codice del Samurai
- Franco Zucca in The Shield
- Adolfo Fenoglio in Nip/Tuck (ep. 2x06)
- Mario Brusa in Nip/Tuck (ep. 5x21)
- Stefano De Sando in Perfect Stranger
- Alessandro D'Errico in The Minis...nani a canestro!
- Oliviero Dinelli in Cold Case - Delitti irrisolti
- Silvio Anselmo in Giustizia privata
- Stefano Thermes in The Mentalist
- Leslie La Penna in Hawaii Five-0
- Romano Malaspina in CSI: NY
- Pierluigi Astore in The Good Wife
- Edoardo Siravo in Major Crimes
- Carlo Valli in Shameless

Da doppiatore è sostituito da:
- Riccardo Deodati in Trilli